# La Gleize

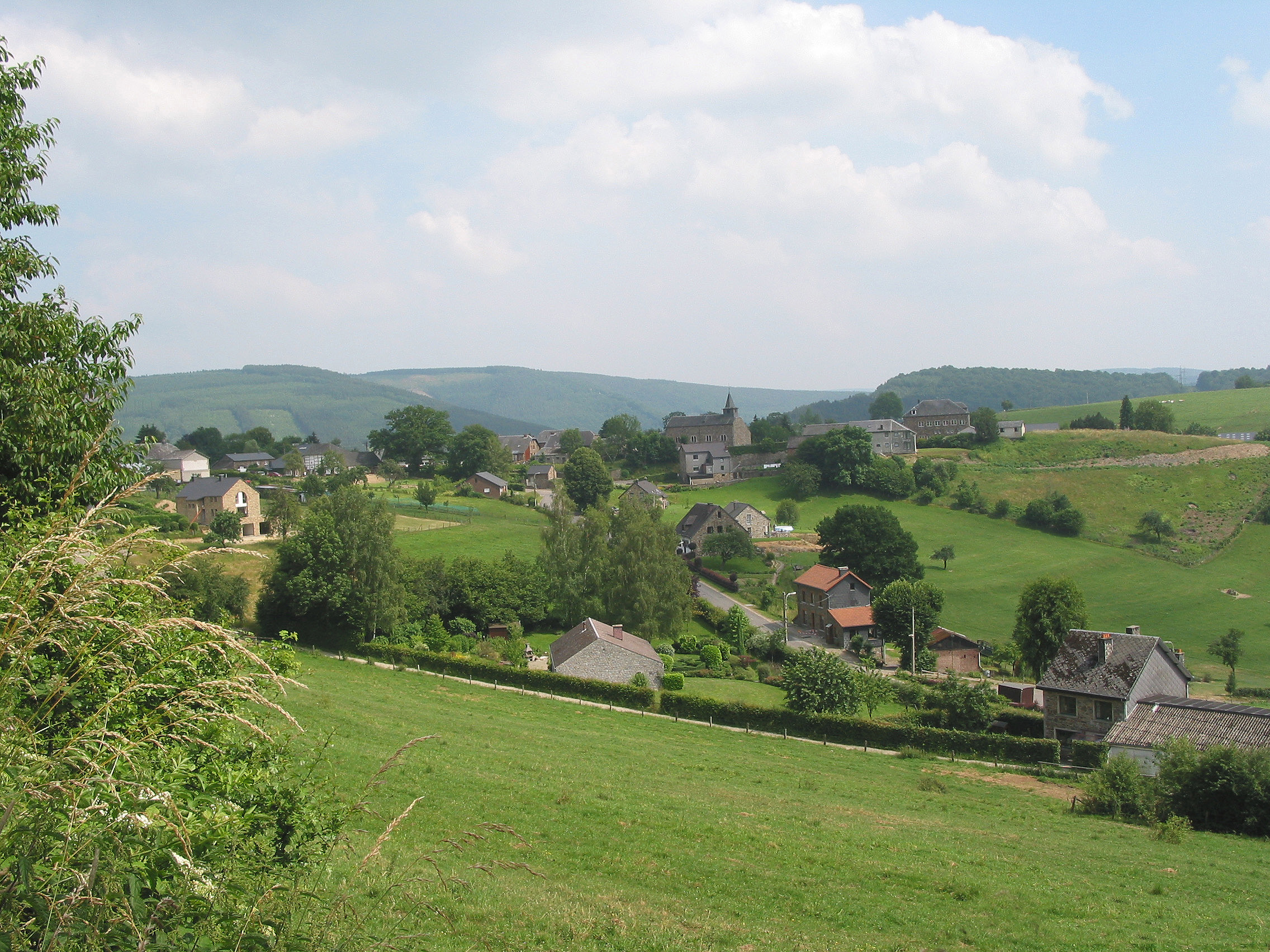
Utsikt över byn La Gleize.

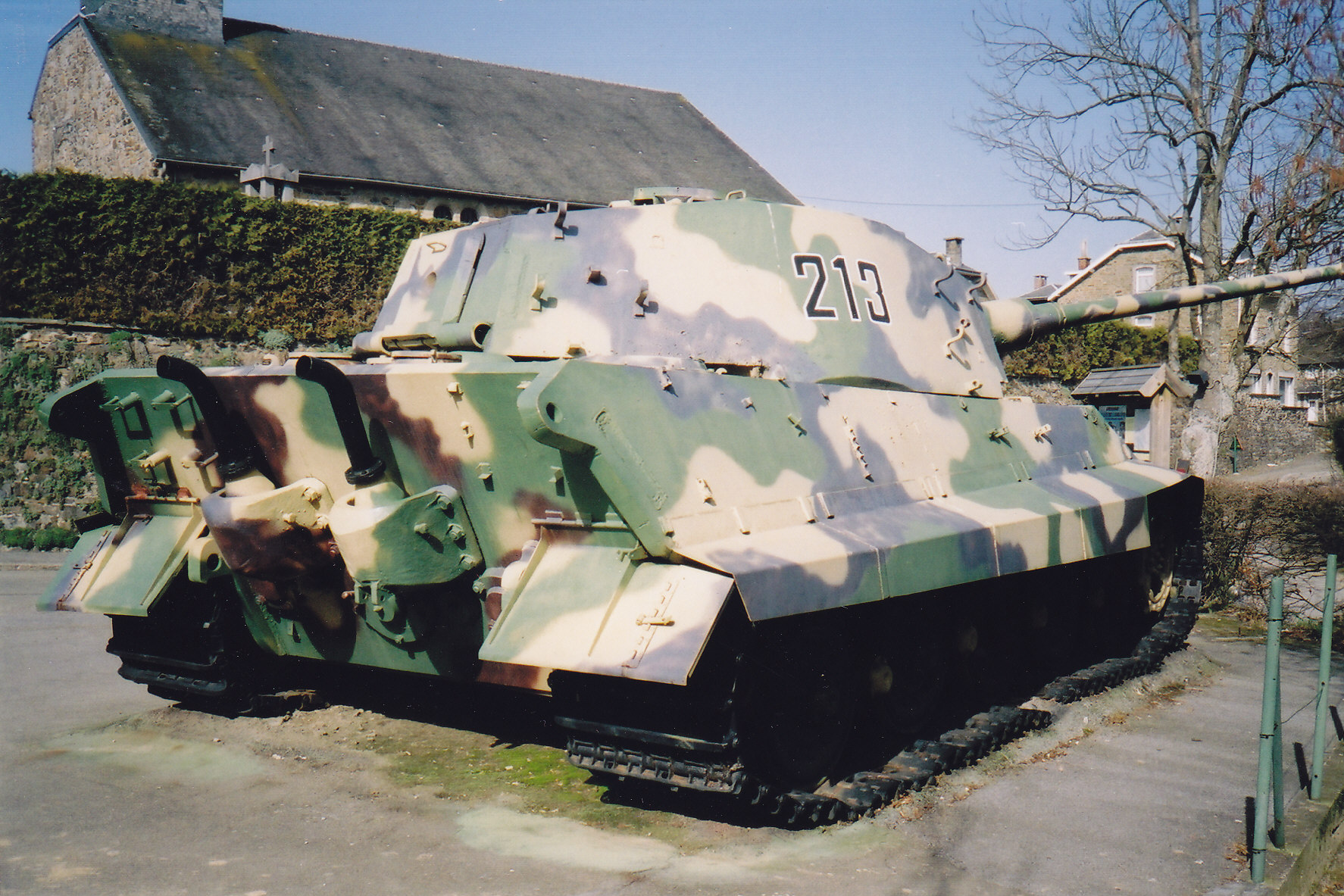
En tysk Tiger II har ställts upp vid bykyrkan.

La Gleize är en by i den belgiska kommunen Stoumont i provinsen Liège.

## Le Musée Décembre 44
Som ett minne över striderna under Ardenneroffensiven har en Tiger II ställts upp på bytorget. Det var i La Gleize Kampfgruppe Peiper stoppades av de allierade.